# Torbjörn Lundgren
Torbjörn Lundgren, född 1949 i Stockholm, är en svensk författare med specialämne läs- och skrivsvårigheter/dyslexi, språk och tänkande.
Han debuterade med romanen Demonstranterna 1988 om den svenska Vietnamrörelsen. Sedan kom fackboken På spaning efter ordblindheten och romanen Det skrivna ordets tystnad. 2007 Språk, kunskap och mänskliga förmågor. År 2010 medverkade han i Mina bästa sidor är ordblinda. Förutom böcker har han skrivit rapporter och skrifter åt Hjälpmedelsinstitutet, Utbildningsdepartementet, Arbetarskyddsstyrelsen, IT-kommissionen m.fl. Lundgren är en ofta anlitad  föreläsare och driver, vid sidan av projekt och författarskap Barken galleri och bokstuga - Bokbutiken i Hallstavik, tillsammans med författaren Lena Kallenberg.